# Museu de Ciències Naturals de Carolina del Nord
El Museu de Ciències Naturals de Carolina del Nord (en anglèsNorth Carolina Museum of Natural Sciences, NCMNS) és un museu de Raleigh (Carolina del Nord). Es tracta del museu més antic establert a Carolina del Nord i el museu més gran del seu tipus al sud-est dels Estats Units. Té uns 700.000 visitants per any, cosa que en fa l'atracció més visitada de l'estat.